# Thomas Archer
Thomas Archer (Tanworth-in-Arden, 1668 – 1743) è stato un architetto inglese.

## Biografia
Appartenne e diffuse il barocco inglese, di derivazione romana, seguendo l'esempio di Christopher Wren, ma ispirandosi a Gian Lorenzo Bernini e Francesco Borromini.
Dopo aver studiato ad Oxford, soggiornò per qualche anno nel continente, ritornando in patria nel 1693.
Progettò e costruì residenze signorili e chiese di ispirazione borrominiana, tra queste si ricordano Chatsworth House, nel Derbyshire (1705); Roehampton Hause, nel Surrey (1712); la Cattedrale di Birmingham (1711-19); la chiesa di Saint Paul a Deptford presso Londra (1712-30); la chiesa di Saint John a Westminster (1714-28).